# Pull My Chain
Pull My Chain è il sesto album in studio del cantante di musica country Toby Keith, pubblicato nel 2001.

## Tracce
1. I'm Just Talkin' About Tonight (Toby Keith, Scotty Emerick) - 2:45
2. I Wanna Talk About Me (Bobby Braddock) - 3:04
3. I Can't Take You Anywhere (Keith, Emerick) - 3:33
4. You Leave Me Weak (Keith, Emerick) - 3:22
5. Tryin' to Matter (Keith, Emerick) - 4:00
6. Pull My Chain (Keith, Chuck Cannon) - 3:57
7. The Sha La La Song (Keith, Cannon) - 3:23
8. Pick 'Em Up and Lay 'Em Down (Dave Loggins) - 4:15
9. Forever Hasn't Got Here Yet (Keith, Jim Femino) - 2:56
10. Yesterday's Rain (Keith, Emerick) - 3:07
11. My List (Tim James, Rand Bishop) - 3:21
12. You Didn't Have as Much to Lose (Keith, Cannon) - 3:00
13. Gimme 8 Seconds (Keith, Bernie Taupin) - 2:51